# Коктюльское сельское поселение
Коктюльское се́льское поселе́ние — муниципальное образование в Ялуторовском районе Тюменской области Российской Федерации.
Административный центр — село Коктюль.

## История
Статус и границы сельского поселения установлены Законом Тюменской области от 5 ноября 2004 года № 263 «Об установлении границ муниципальных образований Тюменской области и наделении их статусом муниципального района, городского округа и сельского поселения».

## Население
| 2010 | 2011 | 2012 | 2013 | 2014 | 2015 | 2016 |
| ---- | ---- | ---- | ---- | ---- | ---- | ---- |
| 668  | ↘667 | ↘660 | ↘648 | ↘635 | ↗644 | ↗653 |
| 2017 | 2018 | 2019 | 2020 | 2021 |      |      |
| ↘624 | ↗626 | ↘598 | ↘587 | ↘524 |      |      |

## Состав сельского поселения
| № | Населённый пункт | Тип населённого пункта       | Население |
| - | ---------------- | ---------------------------- | --------- |
| 1 | Каньга           | деревня                      | ↗155      |
| 2 | Коктюль          | село, административный центр | ↗625      |